# Rund um Luxemburg
Das Straßenradrennen Rund um Luxemburg war ein Radsportwettbewerb in Luxemburg, das während der Zeit der deutschen Besatzung Luxemburgs 1941 begründet wurde.

## Geschichte
Rund um Luxemburg wurde 1941 zum ersten Mal auf dem Gebiet des von Nazideutschland okkupierten Luxemburg veranstaltet. Es diente als Ersatz für das bis 1939 ausgefahrene Etappenrennen Luxemburg-Rundfahrt. Am 28. August 1940 wurde der organisierte Sport in Luxemburg unter die deutsche Verwaltung gestellt. Alle Vereine wurden gezwungen, deutsche Namen anzunehmen und ihre jüdischen Mitglieder auszuschließen. Die bisherigen gewählten Vorstände wurden durch benannte Vorsitzende von der Besatzungsmacht ersetzt. Die Satzungen der Vereine mussten denen deutscher Sportvereine angeglichen werden. Im Oktober 1940 wurden die bisherigen Radsportstrukturen dem Sportgau Moselland im Nationalsozialistischen Reichsbund für Leibesübungen unterstellt. Die luxemburgischen Radrennfahrer starteten nun mit deutschen Lizenzen und galten als deutsche Staatsbürger. Die Mehrzahl der einheimischen Berufsfahrer startete für deutsche Radsportteams. 
Alle Sieger von Rund um Luxemburg waren Luxemburger, die zwangsweise unter der deutschen Fahne fuhren. Das Rennen führte quer durch Luxemburg über 220 bis 235 Kilometer, teilweise als Eintagesrennen. Teilnehmer der Rennen waren neben den einheimischen Fahrern Radprofis der damaligen deutschen Radsportteams, aus Belgien und den Niederlanden. Die für 1940 geplante Luxemburg-Rundfahrt über vier Etappen wurde noch vom Radsportverband Luxemburgs abgesagt und dafür das erste Rund um Luxemburg als Rennen für Nachwuchsfahrer veranstaltet. Kurz danach wurden die Sportstrukturen gleichgeschaltet. Von 1941 bis 1943 bestritten Profis und Amateure den Wettbewerb in getrennten Rennen.  Ab 1944 wurde Rund um Luxemburg nur noch für Amateure und Nachwuchsfahrer ausgerichtet und auch nach Ende des Zweiten Weltkriegs einige Jahre lang parallel zur Luxemburg-Rundfahrt fortgeführt.

## Palmarès
- 1941 Amateure:  Jean Kirchen
- 1941 Berufsfahrer:  Christoph Didier
- 1942 Amateure:  Roger Meyers
- 1942 Berufsfahrer:  Franz Neuens
- 1943 Amateure:  Henri Kass
- 1943 Berufsfahrer:  Franz Neuens
- 1944 Amateure:  Jacques Majerus
- 1944 Berufsfahrer: kein Rennen
- 1945 Amateure:  Jean Goldschmit
- 1945 Berufsfahrer: kein Rennen
- 1946–1947 nicht ausgetragen
- 1948 Amateure:  Jean Lossier

## Die Rennen
- 1941 (Amateure) Etappenrennen (4 Etappen)
- 1941 (Berufsfahrer) Eintagesrennen, 235 Kilometer
- 1942 (Amateure) Eintagesrennen, 135 Kilometer
- 1942 (Berufsfahrer) Etappenrennen (3 Etappen), 327 Kilometer
- 1943 (Amateure) Eintagesrennen, 135 Kilometer
- 1943 (Berufsfahrer) Etappenrennen (3 Etappen, Punktewertung)
- 1944 (Amateure) Eintagesrennen, 135 Kilometer
- 1945 (Amateure) Etappenrennen (3 Etappen)
- 1948 (Amateure) Etappenrennen (4 Etappen), 750 Kilometer[5]